# Aphronorus
L'afronoro (gen. Aphronorus) è un mammifero estinto, appartenente ai pentacodontidi. Visse nel Paleocene medio - superiore (circa 62 - 56 milioni di anni fa) e i suoi resti fossili sono stati ritrovati in Nordamerica.

## Descrizione
Questo animale doveva essere vagamente simile a un insettivoro attuale di medie dimensioni, come il solenodonte. Le zampe erano relativamente lunghe, e la colonna vertebrale era forte. Le varie specie di Aphronorus avevano tutte un peso compreso tra i 500 grammi e il chilogrammo. Il cranio era dotato di un muso allungato.
La dentatura era caratterizzata dalla forma insolita dei premolari. Il terzo premolare superiore era dotato di tre radici, era di forma triangolare, privo di metacono ma dotato di un tallone interno con cuspide. Il quarto premolare superiore era invece molto più grande, simile a un molare per la presenza di un metacono ben differenziato, di stili (parastilo e metastilo) rudimentali e di conuli alla fine delle creste del protocono; il dente era circondato da un cingulum che andava a formare le due piccole cuspidi, una anteriore e l'altra posteriore. I molari erano più piccoli del quarto premolare ed erano dotati di cuspidi cingolari esterne, di conuli e di ipocono più sviluppati. Il terzo molare superiore era un dente ridotto, privo di ipocono e metastilo.
La mandibola assomigliava a quella di altri mammiferi simili a insettivori, come Palaeosinopa, nell'avere un foro mandibolare sotto al primo molare inferiore. I canini inferiori erano leggermente sporgenti in avanti, ed erano seguiti da tre piccoli premolari; il primo era a radice singola, mentre gli altri due erano a radice doppia. Il quarto premolare inferiore era molto simile a quello di Pentacodon, quasi molariforme e dotato di un paraconide rudimentale. I molari inferiori si distinguevano da quelli di Pentacodon per la maggiore altezza dell'entoconide e per la presenza di tre cuspidi distinte sul talonide del secondo molare.

## Classificazione
Il genere Aphronorus venne istituito da George Gaylord Simpson nel 1935, sulla base di resti fossili ritrovati in Montana; la specie tipo è Aphronorus fraudator, ma la specie meglio conosciuta è A. orieli, nota per materiale cranico e postcranico. Altre specie attribuite ad Aphronorus sono A. ratatoski, A. simpsoni (la più antica) e A. bearspawensis, tutte provenienti da terreni del Paleocene medio e superiore degli Stati Uniti occidentali, con l'eccezione di A. bearspawensis dell'Alberta (Canada).
Aphronorus è il rappresentante meglio conosciuto, e una delle forme più specializzate, del gruppo di mammiferi arcaici noti come pentacodontidi, caratteristici del Paleocene nordamericano. È probabile che il suo più stretto parente fosse il genere eponimo Pentacodon.

## Paleobiologia
Un tempo Aphronorus, come tutti i pentacodontidi, veniva considerato un mammifero "insettivoro" semiacquatico affine ai pantolestidi. La dieta ipotizzata era quindi a base di molluschi acquatici, che venivano frantumati dai potenti premolari e molari. Scoperte successive hanno indicato che lo scheletro di Aphronorus era privo di specializzazioni per uno stile di vita semiacquatico, e anzi potrebbe essere stato un animale terrestre con attitudini spiccatamente fossorie, simili a quelle del paleanodonte arcaico Escavadodon. La notevole usura dentaria presente in Aphronorus è riscontrabile anche in altri insettivori terrestri (Boyer e Bloch, 2003).